# شالینی پاسی
شالینی پاسی (انگلیسی: Shalini Passi؛ زادهٔ) یک مجموعه‌دار هنر و حامی مد، بشردوست، مشاور هنر اهل هندوستان است.